# Philippe Marquis
Philippe Marquis (* 9. Mai 1989 in Québec) ist ein kanadischer Freestyle-Skier. Er startet in den Buckelpisten-Disziplinen Moguls und Dual Moguls.

## Werdegang
Marquis nahm von 2005 bis 2010 vorwiegend am Nor-Am Cup teil. Dabei holte er im Februar 2010 in Apex seinen ersten und einzigen Sieg. Im Weltcup debütierte er im Januar 2008 in Mont Gabriel und belegte dabei den 35. Platz im Moguls-Wettbewerb. Im folgenden Jahr erreichte er am selben Ort mit dem neunten Platz seine erste Top-10-Platzierung. Bei den Weltmeisterschaften 2009 in Inawashiro kam er auf den 23. Platz im Moguls und den 12. Rang im Dual Moguls. In der Saison 2011/12 gelangen ihm mit zwei dritten Plätzen in Lake Placid und in Naeba sowie einem zweiten Platz in Beida Lake die ersten Weltcup-Podestplatzierungen. Im März 2012 holte er im Moguls-Wettbewerb in Åre seinen ersten Weltcupsieg und beendete damit die Saison auf den neunten Platz im Gesamtweltcup und den vierten Rang in der Moguls-Disziplinenwertung. Bei den Freestyle-Skiing-Weltmeisterschaften 2013 in Voss belegte er den 15. Platz im Moguls und den siebten Rang im Dual Moguls. Im Februar 2013 errang er im Moguls-Wettbewerb in Sotschi den dritten Rang.
Bei seiner ersten Olympiateilnahme 2014 in Sotschi wurde Marquis Neunter im Moguls-Wettbewerb. Zu Beginn der Saison 2014/15 siegte er im Duals Moguls-Wettbewerb in Ruka. Es folgte ein zweiter Rang in Tazawako, womit er den achten Platz im Gesamtweltcup und den dritten Rang im Moguls-Weltcup erreichte. Bei den Weltmeisterschaften 2015 am Kreischberg belegte er den sechsten Platz im Moguls, während er im Dual Moguls-Wettbewerb die Silbermedaille gewann. In der Saison 2015/16 errang Marquis sechs Top-10-Platzierungen, darunter Platz 3 im Dual Moguls in Moskau und Platz 2 im Moguls in Calgary. Dies reichte für den 16. Platz im Gesamtweltcup und den vierten Rang im Moguls-Weltcup.
Nach drei siebten Plätzen und einen sechsten Platz zu Beginn der Saison 2016/17 wurde Marquis in Deer Valley und in Pyeongchang jeweils Dritter im Moguls und in Tazawako Zweiter. Beim Saisonhöhepunkt, den Weltmeisterschaften 2017 in der Sierra Nevada, belegte er den 16. Platz im Moguls und den 14. Rang im Dual Moguls. Die Saison beendete er wie im Vorjahr auf dem 16. Platz im Gesamtweltcup und auf dem vierten Rang im Moguls-Weltcup.
Marquis nahm bisher an 82 Weltcuprennen teil und kam dabei 50-mal unter den ersten zehn. (Stand:Saisonende 2016/17)

## Erfolge

### Olympische Spiele
- Sotschi 2014: 9. Moguls
- Pyeongchang 2018: 20. Moguls

### Weltmeisterschaften
- Inawashiro 2009: 12. Dual Moguls, 23. Moguls
- Voss 2013: 7. Dual Moguls, 15. Moguls
- Kreisbherg 2015: 2. Dual Moguls, 6. Moguls
- Sierra Nevada 2017: 14. Dual Moguls, 16. Moguls
- Park City 2019: 6. Moguls

### Weltcupsiege
Marquis errang im Weltcup bisher 13 Podestplätze, davon 2 Siege:
| Nr. | Datum             | Ort  | Land     | Disziplin   |
| --- | ----------------- | ---- | -------- | ----------- |
| 1   | 9. März 2012      | Åre  | Schweden | Dual Moguls |
| 2   | 13. Dezember 2014 | Ruka | Finnland | Moguls      |

### Weltcupwertungen
| Saison  | Gesamt | Gesamt | Moguls | Moguls |
| Saison  | Platz  | Punkte | Platz  | Punkte |
| ------- | ------ | ------ | ------ | ------ |
| 2008/09 | 94.    | 9      | 25.    | 77     |
| 2009/10 | 51.    | 14     | 15.    | 139    |
| 2010/11 | 162.   | 2      | 44.    | 19     |
| 2011/12 | 9.     | 40     | 4.     | 515    |
| 2012/13 | 32.    | 27     | 7.     | 329    |
| 2013/14 | 35.    | 25     | 8.     | 278    |
| 2014/15 | 8.     | 47     | 3.     | 426    |
| 2015/16 | 16.    | 43,5   | 4.     | 348    |
| 2016/17 | 16.    | 45,36  | 4.     | 499    |
| 2017/18 | 131.   | 9,80   | 24.    | 98     |
| 2018/19 |        |        | 13.    | 180    |

### Juniorenweltmeisterschaften
- Airolo 2007: 16. Dual Moguls, 35. Moguls

### Weitere Erfolge
- 2 Podestplätze im Nor-Am Cup, davon 1 Sieg
- 1 Podestplatz im Australian New Zealand Cup